# Pusey & Jones

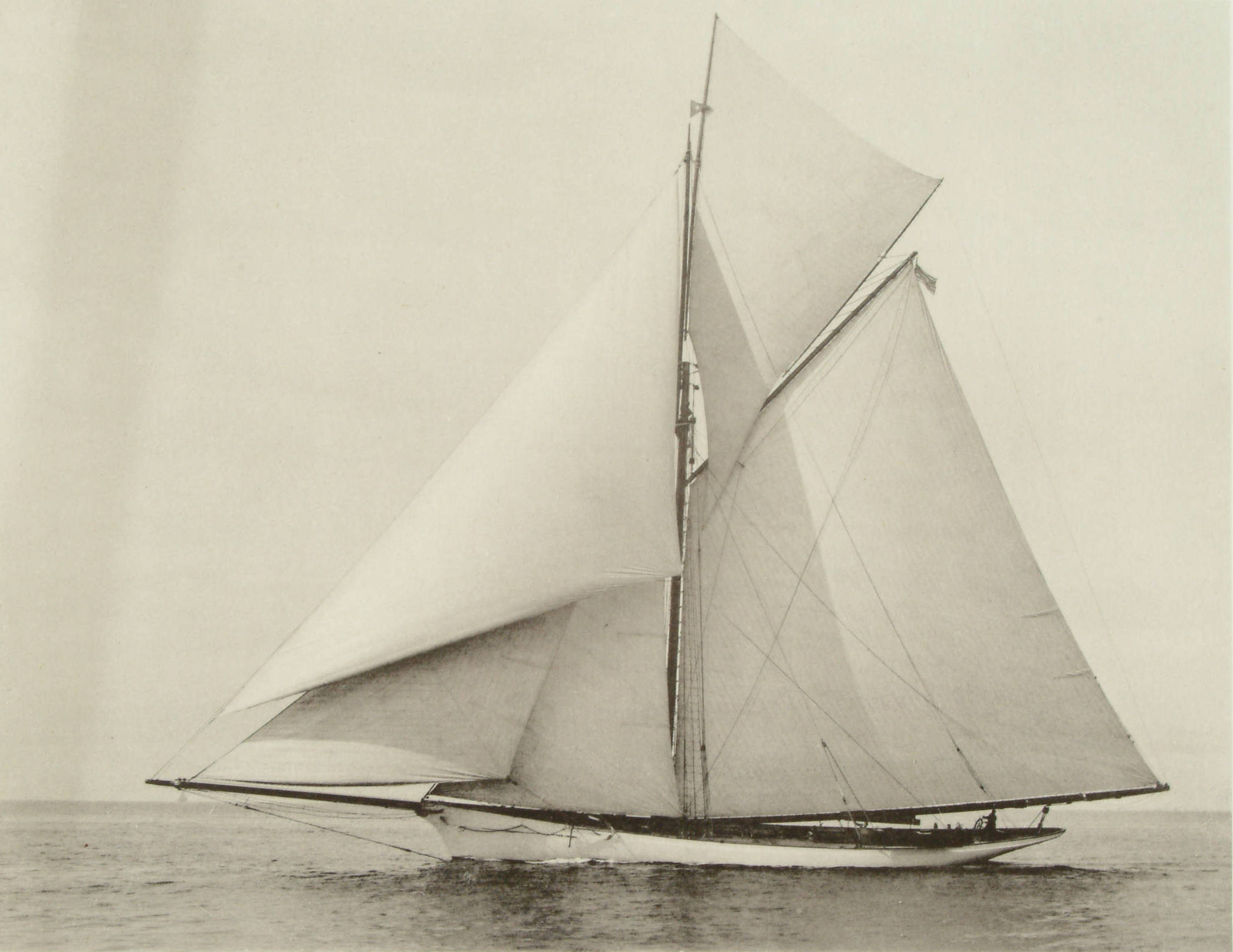
Die America’s-Cup-Segelyacht Volunteer

The Pusey & Jones Corporation war eine US-amerikanische Werft und ein Maschinenbauunternehmen in Wilmington am Christina River. Das Unternehmen bestand von 1848 bis 1959 und baute von 1853 bis 1945 rund 500 Schiffe.

## Geschichte

### Gründungsjahre

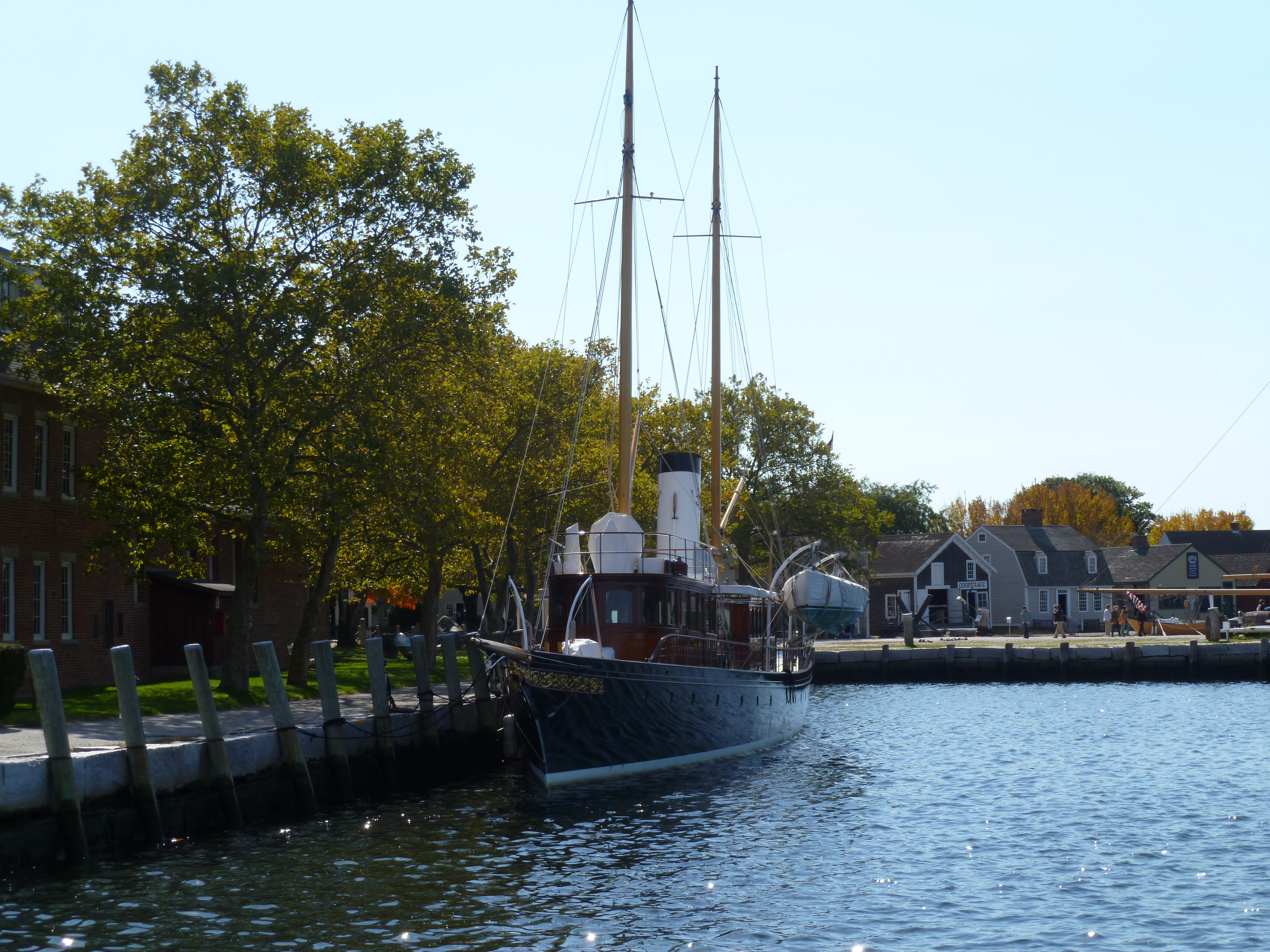
Die Dampfyacht Cangarda

Pusey & Jones wurde 1848 von Joshua L. Pusey und John Jones gegründet. Zunächst wurde allgemeiner Maschinenbau und Dampfmaschinenbau auf einem angemieteten Gelände einer Walfanggesellschaft betrieben und Reparaturen ausgeführt. Im Jahr 1851 wurden Edward Betts und Joshua Seal, die schon eine Eisengießerei in Wilmington betrieben, Teilhaber des Unternehmens, woraufhin sich der Unternehmensname in Betts, Pusey, Jones & Seal änderte. Ab 1853 wendete man sich dem Schiffbau zu und wuchs bald zu einer der größeren Werften für Schaufelraddampfer heran (Schiffe dieser Bauart wurden noch bis 1910 von Pusey & Jones gefertigt). Im Jahr darauf baute Pusey and Jones das erste Segelschiff mit Eisenrumpf in den Vereinigten Staaten, den Schoner Mahlon Betts. In der Zeit des Sezessionskriegs begann die Werft erstmals mit dem Bau von Kriegsschiffen. Mitte des 19. Jahrhunderts wurde der überwiegende Teil papierverarbeitender Maschinen noch in die USA eingeführt. Pusey & Jones produzierte schon Einzelteile für Papiermaschinen, baute jedoch keine Komplettmaschinen. Nach einem Brand bei Rockland Paper Mills, bei dem zwei Maschinen zerstört wurden, vergab deren Chef William Luke den Auftrag zum Ersatz der beiden Maschinen an Pusey & Jones, die mit dem Bau von Maschinen zur Papierverarbeitung ein weiteres Standbein erhielten.

### 1900 bis zum Ende des Ersten Weltkriegs

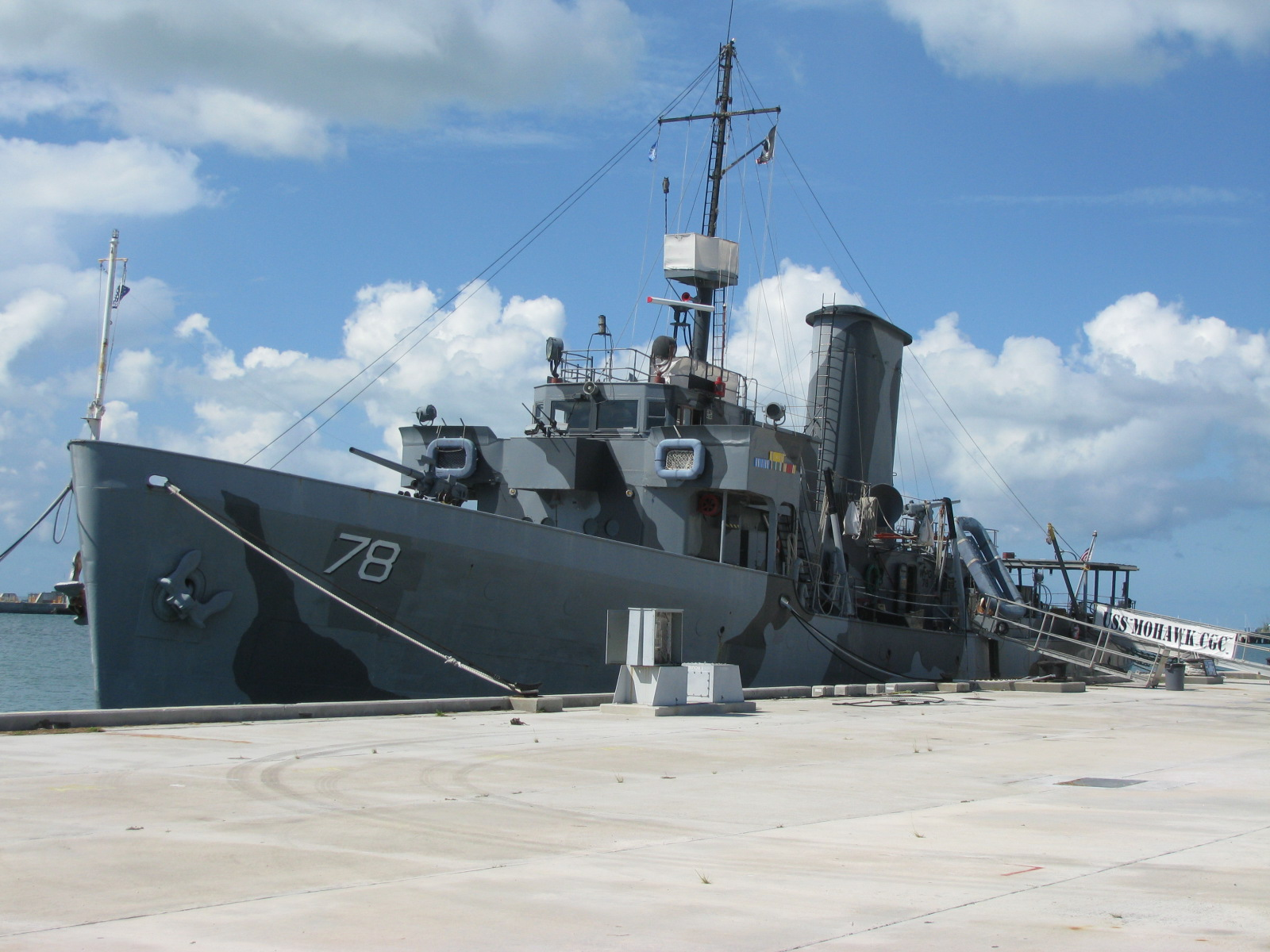
Die USCGC Mohawk (WPG-78)

Im Jahr 1891 beschäftigte Pusey and Jones bereits rund 900 Personen, die meisten davon im Schiffbau. Bis zur Zeit um die Jahrhundertwende wuchs die Werft weiter und wurde zu einem der bedeutendsten Schiffbauunternehmen in den Vereinigten Staaten. Der Bau von Handels-, Arbeits- und Kriegsschiffen war das Hauptarbeitsfeld von Pusey & Jones, bekannt wurde die Werft aber vor allem durch den Bau von Luxus- und Rennyachten (beispielsweise die Volunteer, die erste Yacht mit Stahlrumpf, welche den America’s Cup 1887 gewann). Daneben belieferte das Unternehmen auch andere Werften mit Schiffbauteilen und Schiffsmaschinen aller Art. Während des Ersten Weltkriegs eröffnete das Unternehmen einen zweiten Werftstandort in Gloucester City, um dem kriegsbedingt hohen Schiffbaubedarf nachkommen zu können. Die zweite Werft hieß zunächst Pennsylvania Shipbuilding Company, später ebenfalls Pusey & Jones und nach dem Bau von 19 Schiffen dann New Jersey Shipbuilding Company. Die Werft in Gloucester City baute Frachtschiffe und Tanker für das United States Shipping Board und schloss nach dem Ende des Krieges wieder. Während der Kriegszeit wuchs der Beschäftigtenstand des Unternehmens auf über 2000 Arbeiter.

### Vom Ersten Weltkrieg bis zur Schließung 1959

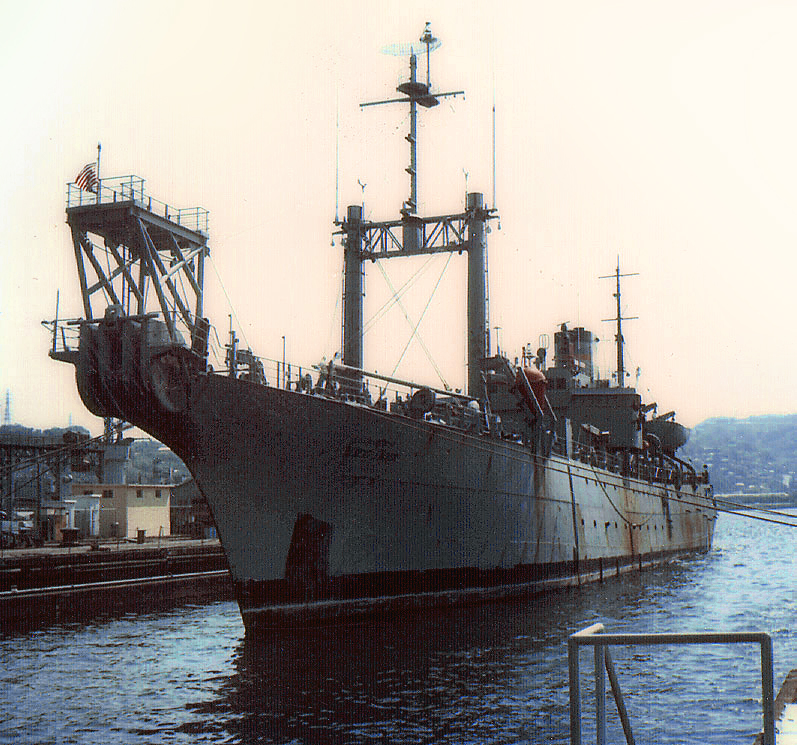
Die USS Albert J. Myer (T-ARC-6)

Die wirtschaftlich schwierigen 1920er Jahre führten 1927 zu einer Reorganisation unter der Leitung von Clement C. Smith, an dessen Ende das Unternehmen den Namen Pusey and Jones Corporation erhielt. In der folgenden Zeit bis in die 1930er Jahre wurden zahlreiche Luxusyachten erstellt. Im Laufe der 1930er Jahre kam zudem wieder eine wachsende Anzahl an Aufträgen zum Bau von Kriegsschiffen herein.
Während des Zweiten Weltkriegs erreichte das Unternehmen seinen höchsten Beschäftigungsstand von 3600 Mitarbeitern, die auf drei herkömmlichen Hellingen und einer Seitenablaufbahn für den erneut hohen Kriegsbedarf produzierten. In den Kriegsjahren entstanden 19 C1-Schiffe für die United States Maritime Commission, mehrere Schwimmbagger für das United States Engineer Department, Minensucher und zahlreiche andere Fahrzeuge und Umbauten. Eines der ersten Liberty-Schiffe, die Adabelle Lykes, wurde am 27. September 1941, dem Liberty Fleet Day bei Pusey & Jones zu Wasser gelassen.
Nach dem Kriegsende beendete das Unternehmen den Schiffbau. Das letzte bei Pusey & Jones gebaute Schiff war die 1946 vom Stapel gelaufene USS Albert J. Meyer (T-ARC-6). Danach wandte man sich vollständig der Herstellung von Papierverarbeitungsmaschinen zu. 1959 schloss Pusey & Jones endgültig seine Tore.